# Sacy-le-Petit
Sacy-le-Petit település Franciaországban, Oise megyében. Lakosainak száma 633 fő (2022. január 1.). Sacy-le-Petit Blincourt, Bazicourt, Choisy-la-Victoire, Grandfresnoy, Moyvillers és Saint-Martin-Longueau községekkel határos.

## Népesség
A település népessége az elmúlt években az alábbi módon változott:
| Lakosok száma | 540  | 557  | 560  | 552  | 574  | 595  | 617  | 629  | 633  |
|               | 2013 | 2015 | 2016 | 2017 | 2018 | 2019 | 2020 | 2021 | 2022 |